# Louis Eugène Signol
Louis Eugène Signol, född den 17 februari 1809 i Lille, enligt vissa uppgifter död efter 1848, enligt andra dokumenterat verksam till 1877,  var en fransk målare. Han var bror till Émile Signol.
Signol besökte École des beaux-arts och Picots ateljé samt uppehöll sig en längre tid i Italien, varifrån han hemsände flera landskap från Roms och Neapels omgivningar samt några porträtt.